# Final Fantasy Type-0
Final Fantasy Type-0 (ファイナルファンタジー 零式?, Fainaru Fantajī Reishiki), precedentemente conosciuto come Final Fantasy Agito XIII (ファイナルファンタジー アギトXIII?, Fainaru Fantajī Agito Sātīn), è un action RPG sviluppato da Square Enix per PlayStation Portable.
All'interno della guida Ultimania di FF Type-0, Hajime Tabata ha confermato che il suo team è al lavoro sulle versioni occidentali del gioco, annunciate ufficialmente soltanto nel 2014 all'E3 di Los Angeles in una versione rimasterizzata in alta definizione per le console PlayStation 4 e Xbox One. Tale versione è uscita in tutto il mondo nel marzo 2015. Nello stesso anno, Square Enix ha annunciato l'arrivo di Final Fantasy Type-0 HD anche per PC.
Il tema finale del videogioco è "Zero" (ゼロ?), del gruppo musicale nipponico Bump of Chicken.
Il gioco è stato adattato in una serie manga serializzata da Gangan Comics a partire dall'11 novembre 2011. In Italia è edito dalla J-Pop.

## Trama
Siamo arrivati»

Il primo logo di Final Fantasy Type-0 (Final Fantasy Agito XIII)

Final Fantasy Type-0 è ambientato a Orience, un mondo diviso in quattro grandi nazioni: il Dominio di Rubrum, l'Impero Milites, l'Alleanza di Lorica ed il Regno di Concordia. Ogni nazione ha un proprio emblema - rispettivamente: una fenice, due tigri, una tartaruga e un drago - e la fortuna di possedere un cristallo capace di conferire loro peculiarità uniche: Rubrum controlla il cristallo della Fenice Vermiglia che contiene il potere della magia, Milites controlla il cristallo della Tigre Bianca che detiene il potere della tecnologia, Lorica controlla cristallo della Testuggine Nera contenente il potere della difesa, mentre Concordia controlla il cristallo del Drago Celeste detenente la forza dei draghi.
Il prologo del gioco narra di come, in un tempo remoto ed imprecisato, comparvero quattro grandi bagliori nel mondo di Oriens. Incuriosite, le genti di allora si radunarono attorno a queste misteriose luci, che scoprirono derivare da magici cristalli. Il mondo di allora si divise in quattro macro-nazioni, ognuna delle quali detiene uno degli antichi cristalli attorno al quale ha eretto un grande peristilio in cui il loro potere, arcano ed in gran parte ignoto, viene studiato.
Altrettanto antica è la profezia di Oriens, secondo la quale un salvatore, chiamato Agito, apparirà dopo che la grande calamità Finis devasterà il mondo conosciuto. È quando, nel mese dell'acqua dell'anno 842, l'esercito imperiale di Milites, sotto il comando del generale Cid Aulstyne, viola il Pax Codex che la popolazione comincia ad invocare con disperazione l'avvento di Agito. La storia prende infatti piede in mezzo ad un conflitto già esploso fra le grandi nazioni, sottomesse con successo da Aulstyne, che ha inviato i suoi soldati ed l'Cie contro le altre nazioni, concentrando però il suo attacco contro il Regno di Concordia ed il feudo di Rubrum. Dopo una tenace resistenza, Rubrum viene sottomessa dalla nazione ostile quando quest'ultima riesce ad eclissare il potere del cristallo Suzaku. Così, il generale di Milites, una volta trasformati i soldati nemici forti dell'energia magica del cristallo in meri civili, dà vita ad un aperto massacro. Tuttavia, fra coloro che vogliono sottrarre il proprio cristallo dal giogo delle forze nemiche, si faranno avanti i giovani membri della Classe Zero del peristilio, ancora detentori del loro potere, Machina e Rem.
Il ruolo di protagonisti è riservato a tutta la Classe Zero del Peristilio di Suzaku, fra cui spicca Ace (エース?, Ēsu), e ad altri due personaggi che svolgono il ruolo di narratori principali: Machina Kunagiri (マキナ・クナギリ?, Makina Kunagiri) e Rem Tokimiya (レム・トキミヤ?, Remu Tokimiya).

## Modalità di gioco
Oltre alla caratteristica divisa scolastica, i protagonisti possono disporre di due costumi alternativi, uno ottenibile tramite una demo scaricabile (divisa estiva), l'altro ottenibile se il gioco è completato rispettando determinate condizioni (divisa da cerimonia).

## Membri della Classe Zero
La Classe Zero comprende sedici membri, di cui però solamente quattordici sono noti sin dall'inizio al giocatore: i due membri segreti, Tiz e Joker, sono infatti incontrati solo attraverso alcune missioni secondarie che permetterebbero di sbloccare un finale alternativo del gioco. Ogni membro giocabile della Classe Zero è uno specialista in un determinato tipo di arma:
- N°00, Joker (ジョーカー, Jōkā, doppiato da Kōki Uchiyama) - un ragazzo che sembra agisca in incognito vestito da soldato di Milites.
- N°01, Ace (エース Ēsu, doppiato da Yūki Kaji) - un ragazzo biondo, abile nell'uso della magia, combatte con delle carte magiche.
- N°02, Deuce (デュース Dyūsu, doppiata da Kana Hanazawa) - una ragazza dai capelli castani, usa un flauto per l'uso delle magie, specialmente quelle difensive e di supporto, e sparare proiettili.
- N°03, Trey (トレイ Torei, doppiato da Yūichi Nakamura) - un ragazzo biondo, che combatte con un arco.
- N°04, Cater (ケイト Keito, doppiata da Minori Chihara) - un'energica ragazza dai corti capelli rossi, che combatte con una pistola di magilite.
- N°05, Cinque (シンク Shinku, doppiata da Aki Toyosaki) - una ragazza con lunghi boccoli rossi, che usa una grande mazza come arma.
- N°06, Sice (サイス Saisu, doppiata da Miyuki Sawashiro) - una ragazza determinata, dai capelli argentati, che combatte con una falce.
- N°07, Seven (セブン Sebun, doppiata da Mayuko Aoki) - una ragazza dai capelli argentei, che usa una pesante frusta composita.
- N°08, Eight (エイト Eito, doppiato da Miyu Irino) - un ragazzo dai cortissimi capelli rossi, che predilige il combattimento corpo a corpo.
- N°09, Nine (ナイン Nain, doppiato da Daisuke Ono) - un ragazzo impulsivo, dai capelli biondi, che usa come arma una lancia.
- N°10, Tiz (ティス, Tisu, doppiata da Hitomi Terakado) - una misteriosa ragazza incappucciata. Le sue azioni vanno di pari passo con quelle di Joker.
- N°11, Jack (ジャック Jakku, doppiato da Kenichi Suzumura) - un ragazzo dai capelli biondi stizzati, che usa per combattere una katana a due mani.
- N°12, Queen (クィーン Kuīn, doppiata da Ami Koshimizu) - una ragazza con gli occhiali, dai lunghi capelli neri, che combatte con una spada.
- N°13, King (キング Kingu, doppiato da Tomokazu Sugita) - un ragazzo che sembra più maturo degli altri, usa come arma due pistole gemelle.
- Machina Kunagiri (マキナ・クナギリ Makina, doppiato da Kamiya) e Rem Tokimiya (レム・トキミヤ Remu, doppiata da Ryoko Shiraishi) - due studenti entrati nella squadra solo di recente. Machina usa due spadini a forma di vite, che possono anche essere usate per "trivellare" i nemici, mentre Rem usa due pugnali dalla lama rossa ed è la migliore del gruppo nella magia. Essendo appena entrati, non hanno un nome in codice, e fungono anche da osservatori esterni degli eventi nel corso della storia.

## Sviluppo
Il gioco venne annunciato nel 2006, fu originariamente pensato in piccolo e destinato ai telefoni cellulari, tuttavia il progetto diventò più ambizioso fino a divenire un titolo giocabile per PSP, console portatile di casa Sony. Inizialmente conosciuto come Final Fantasy Agito XIII, il gioco cambiò nome il 18 gennaio 2011. Hajime Tabata ha affermato d'aver optato per questa scelta dopo essersi reso conto che il gioco aveva ben pochi legami con Final Fantasy XIII, mantenendo comunque una notevole affinità con la mitologia del capitolo prima uscito, continuando così a far parte della Fabula Nova Crystallis.
Durante l'anno dell'annuncio al pubblico, era ancora in cantiere la realizzazione di Crisis Core: Final Fantasy VII, gli sviluppatori iniziarono così a concentrarsi sull'ex-Agito XIII solo a partire dal 2008. Successivamente, lo sviluppo di The 3rd Birthday mise il gioco in ombra per un altro anno. Yûsuke Naora, il direttore artistico, ha affermato di non aver mai lavorato su un videogioco per così tanto tempo.

## Accoglienza
Il gioco esordisce in patria il 27 ottobre 2011, ottenendo successo sia di vendite che di critica e spingendo Square Enix a mettere in cantiere anche delle versioni occidentali del gioco. Il gioco riceve un ottimo punteggio da Famitsū, 39/40, e un punteggio sempre molto alto da Dengeki PlayStation, 91,25/100 (ottenuto dalla media dei voti: 90/90/95/90).
Final Fantasy Type-0 vende 472 253 copie nella prima settimana di lancio, arrivando a 696.428 unità il 19 dicembre, circa tre settimane dopo.
Il critico Heath Hindman di PlayStation LifeStyle, assegnandogli un punteggio di 8/10, lo ha definito "a hell of a game" (per atmosfera, tematiche trattate e risvolti a livello di trama, finale in primis), lodando musiche, gameplay e intreccio narrativo.